# Otto Henne am Rhyn

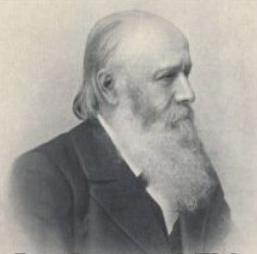
Otto Henne am Rhyn (vor 1914)

Otto Henne am Rhyn (* 26. August 1828 in St. Gallen; † 1. Mai 1914 in Weiz) war ein Schweizer Historiker und Archivar.

## Leben und Wirken
Otto Henne (seit seiner Heirat mit Elisabeth am Rhyn 1858 fügte er den Namen seiner Ehefrau hinzu) studierte nach seiner Matura am Gymnasium in Bern ab 1846 Geschichte, Philosophie und Rechtswissenschaft an den Universitäten Bern und Genf. Nach seinem Studium war er von 1852 bis 1855 zunächst Sekretär des Justizdepartements des Kantons St. Gallen und dann bis 1857 Sekretär des dortigen Vormundschafts- und Armenwesens. Von 1857 bis 1859 war er Gymnasialprofessor an der Kantonsschule St. Gallen. Ab 1859 arbeitete er als Kantonsarchivar am Staatsarchiv St. Gallen, dieses Amt hatte er bis 1872 inne. In den folgenden Jahren war Henne Schriftleiter bzw. Redaktor verschiedener Lexika und Zeitungen, zuletzt von 1879 bis 1882 Redaktor der Neuen Zürcher Zeitung. Von 1882 bis 1885 lehrte er als Privatdozent für Kulturgeschichte und Schweizer Geschichte an der Universität Zürich. Danach arbeitete er bis 1912 erneut als Kantonsarchivar und -bibliothekar in St. Gallen. Als Kulturhistoriker machte er sich einen Namen durch zahlreiche Buchveröffentlichungen, die sich überwiegend an ein breites Publikum richteten.
Ab 1861 war Henne Anhänger der Freimaurer. Im Jahre 1872 erhielt er die Ehrendoktorwürde der Universität Leipzig.
Sein Vater war der Historiker und St. Galler Stiftsbibliothekar Josef Anton Henne.

## Schriften (Auswahl)
- Geschichte des Kantons St. Gallen von seiner Entstehung bis zur Gegenwart. Scheitlin und Zollikofer, St. Gallen 1863.
- Geschichte des Schweizervolkes und seiner Kultur. Von den ältesten Zeiten bis zur Gegenwart. Drei Teile. Wigand, Leipzig 1865.
- Die Kulturgeschichte im Lichte des Fortschritts. Einleitung zu einer Kulturgeschichte der neuern Zeit. Wigand, Leipzig 1869.
- Die deutsche Volkssage. Beitrag zur vergleichenden Mythologie mit eingeschalteten tausend Original-Sagen. Krüger, Leipzig 1874.
- Allgemeine Kulturgeschichte von der Urzeit bis auf die Gegenwart. Sieben Bände. Wigand, Leipzig 1877–1897.
- Deutsche Volkssagen. Wölfert, Leipzig 1878.
- Kulturgeschichte des Judenthums von den ältesten Zeiten bis zur Gegenwart. Jena 1880.
- Das Jenseits. Kulturgeschichtliche Darstellung der Ansichten über Schöpfung und Weltuntergang, die andere Welt und das Geisterreich. Wigand, Leipzig 1881.
- Gottfried Kinkel. Ein Lebensbild. Schmidt, Zürich 1883.
- Die Kreuzzüge und die Kultur ihrer Zeit. Bach, Leipzig 1884.
- Kulturgeschichtliche Skizzen. Allgemeiner Verein für Deutsche Literatur, Berlin 1889.
- Das Buch der Mysterien. Geschichte der geheimen Lehren, Gebräuche und Gesellschaften  aller Zeiten und Völker. 3. Aufl. Spohr, Leipzig 1891.
- Das Christentum und sein Fortschritt. Zur Versöhnung von Religion und Forschung. Spohr, Leipzig 1892.
- Die Frau in der Kulturgeschichte. 2. Aufl. Allgemeiner Verlag für Deutsche Literatur, Berlin 1892.
- Der Teufels- und Hexenglaube. Seine Entwickelung, seine Herrschaft und sein Sturz. Spohr, Leipzig 1892.
- Geschichte des Rittertums. Friesenhahn, Leipzig 1893 (Neuausgabe: Fourier-Verlag, Wiesbaden 2003, ISBN 3-932412-45-1).
- Kulturgeschichte der Kreuzzüge. Friesenhahn, Leipzig 1894.
- St. Gallen und seine Umgebung. 2. Aufl. Städtebilder-Verlag, Linz an der Donau, 1894.
- Aria. Das Reich des ewigen Friedens im zwanzigsten Jahrhundert; ein Zukunftsbild auf der Grundlage der Geschichte. Haug, Pforzheim 1895.
- Inventar des Staatsarchivs des Kantons St. Gallen. In: Inventare schweizerischer Archive. Bd. 1 (1895), S. 89–104.
- Geschichte des Kantons St. Gallen seit Annahme der Verfassung 1861. Kugel, St. Gallen 1896.
- Die Gebrechen und Sünden der Sittenpolizei aller Zeiten, vorzüglich der Gegenwart. 2. Aufl. Spohr, Berlin 1897.
- Handbuch der Kulturgeschichte in zusammenhängender und gemeinfaßlicher Darstellung. Wigand, Leipzig 1900.
- Kulturgeschichte des deutschen Volkes. Zwei Bände. 3. Aufl. Baumgärtel, Berlin 1903.
- Aus Loge und Welt. Freimaurerische und kulturgeschichtliche Aufsätze. Wunder, Berlin 1905.
- Kurzgefaßte Symbolik der Freimaurer. Wunder, Berlin 1906.
- Illustrierte Religions- und Sittengeschichte aller Zeiten und Völker. Strecker und Schröder, Stuttgart 1911.
- Illustrierte Kultur- und Sittengeschichte des deutschen Sprachgebiets. Strecker und Schröder, Stuttgart 1918.